# Bergkirche Schenkenhan

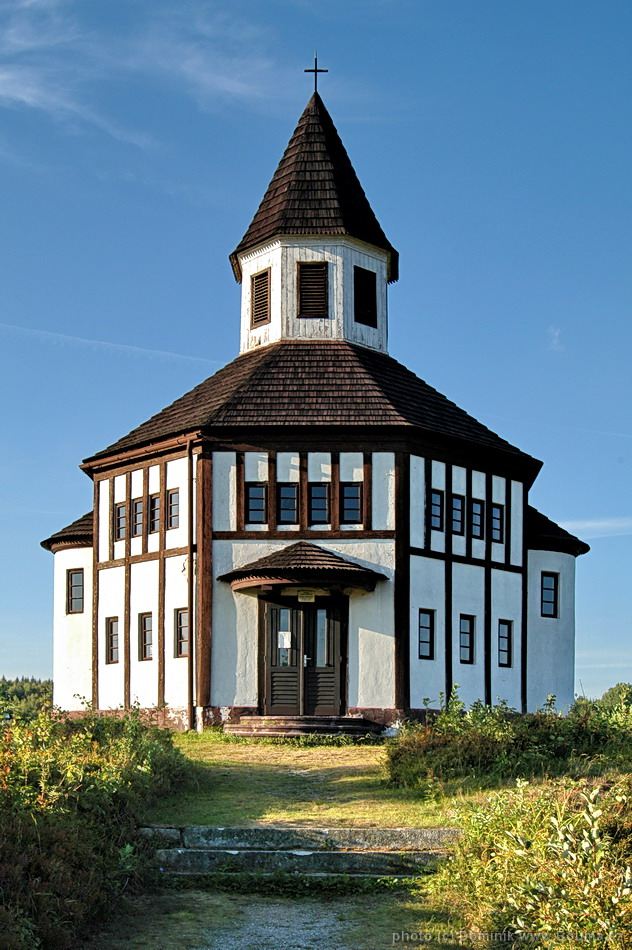
Bergkirche Schenkenhan

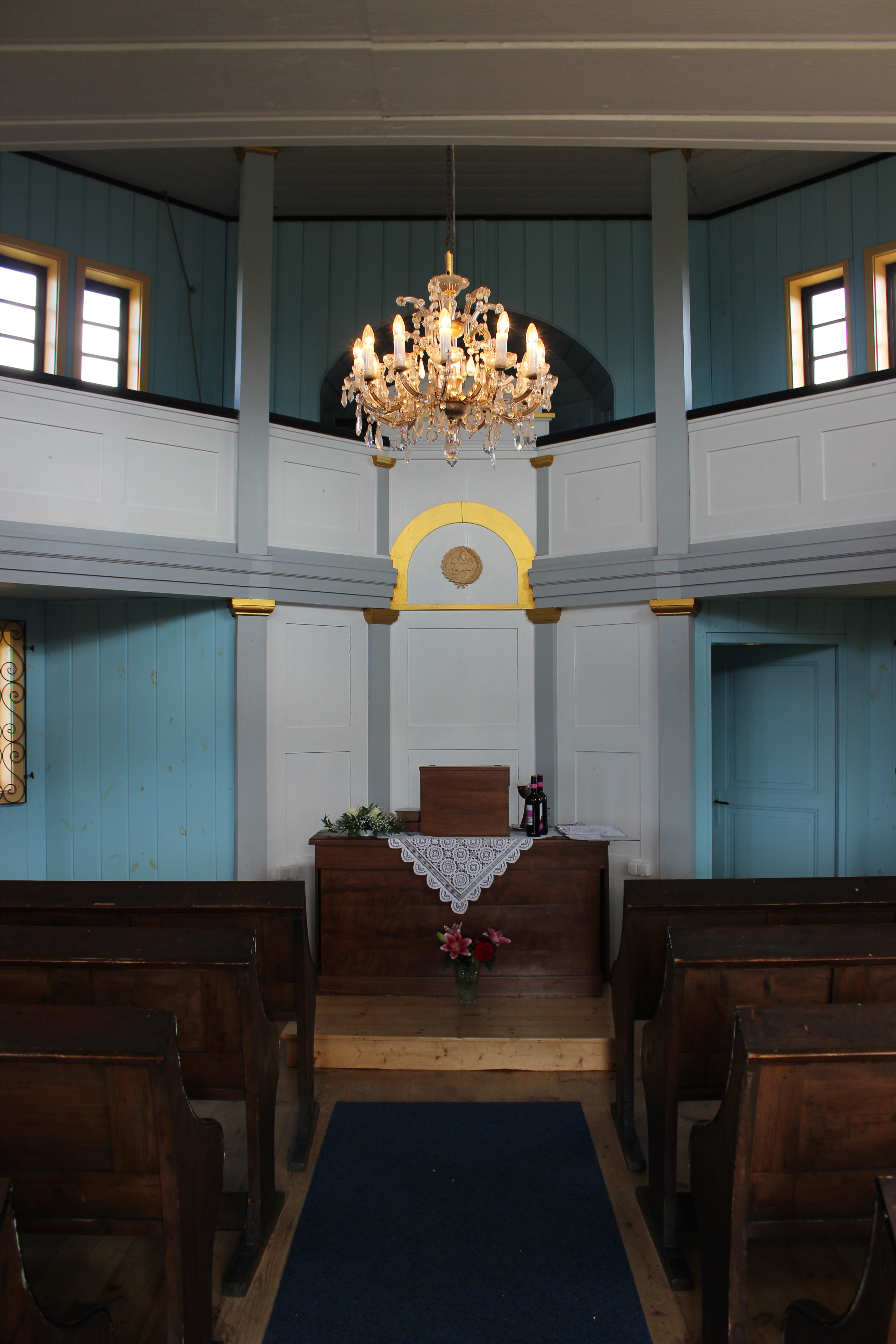
Kanzelaltar

Die Bergkirche Schenkenhan ist ein von Otto Bartning im Ortsteil Schenkenhan (tschechisch: Tesařov) der Stadt Kořenov (deutsch Bad Wurzelsdorf) im Liberecký kraj in Tschechien errichteter evangelischer Kirchenbau. Als Predigtstation gehörte sie zur Pfarrei Morchenstern der Evangelischen Superintendentur A. B. Westböhmen. Seit 1945 wird die Kirche durch die Herrnhuter Brüdergemeine aus Tanvald betreut, die mittlerweile zum Ochranov-Seniorat der Evangelischen Kirche der Böhmischen Brüder gehört. 

## Geschichte
Initiator der Bergkirche in Schenkenhan war der Morchensterner Pfarrer Helmuth Pommer, der Bartning mit dem Kirchenbau beauftragte. Die Grundsteinlegung  erfolgte am 20. Mai 1909, die Einweihung am 20. Oktober 1909. Finanziert wurde das Bauwerk weitgehend durch den Gustav-Adolf-Verein, dessen erklärtes Ziel die Errichtung protestantischer Kirchenbauten in mehrheitlich katholischen Regionen war. In Krems an der Donau, wohin Pommer anschließend berufen wurde, stellte die 1911/12 gleichfalls von Bartning errichtete Heilandskirche eine Weiterentwicklung des Bautyps der Bergkirche Schenkenhan dar. Als Pommer schließlich an die reformierte Pfarre Dornbirn in Vorarlberg wechselte, ließ er dort 1931 mit der Heilandskirche durch Bartning ein in den Abmessungen vergrößertes Duplikat der Schenkenhaner Bergkirche errichten. Entsprechend den inzwischen geänderten liturgischen Vorstellungen Bartnings rückte dabei anstelle des Kanzelaltars die Kanzel in das Zentrum des Raums.

## Architektur
Die in exponierter Lage auf einer Anhöhe im Isergebirge errichtete Bergkirche ist ein oktogonaler Zentralbau, abgeschlossen durch ein schindelgedecktes Zeltdach mit bekrönender Laterne. Im Innern besitzt das Gebäude eine umlaufende Empore, die über zwei seitlich angestellte halbrunde Treppentürme erschlossen ist. Rückwärtig ist eine als Sakristei genutzte halbkreisförmige Apsis angebaut, den Eingang betont ein stützenlos vorkragendes halbrundes Vordach, so dass sich insgesamt ein vierpassähnlicher Grundriss ergibt. Für das Erscheinungsbild des Außenbaus ist die sehr regularisierte Fachwerkkonstruktion bestimmend.